# 薩穆赫區
薩穆赫區是阿塞拜疆的一個區，位於該國北部，北界格魯吉亞，中為明蓋烏恰爾水庫。面積1,131平方公里，2008年人口81,700人。首府納比亞格雷。
1939年建區。薩穆赫原來是高加索阿爾巴尼亞詞語，意思是「森林獵場」。